# Pole Position II
 (octobre 2019).
Si vous disposez d'ouvrages ou d'articles de référence ou si vous connaissez des sites web de qualité traitant du thème abordé ici, merci de compléter l'article en donnant les références utiles à sa vérifiabilité et en les liant à la section « Notes et références ».
Pole Position II est un jeu vidéo de Formule 1 sorti en 1983 sur borne d'arcade (Pole Position), Atari 7800, Commodore 64 et PC. Il a été développé et édité par Namco au Japon. Atari s'est chargé de l'édition du jeu en Amérique du Nord. Il s'agit de la suite de Pole Position, sorti un an plus tôt.

## Postérité
Pole Position II est présent dans plusieurs compilations Namco Museum. En 2006, il a été porté par Namco Networks sur différents téléphones mobiles.
- Atari 7800 (1989)
- PlayStation (1996, Namco Museum Vol.2 ; 1997, Namco Museum Vol.3)
- PlayStation 2 (2001, Namco Museum ; 2005, Namco Museum 50th Anniversary)
- Xbox (2002, Namco Museum ; 2005, Namco Museum 50th Anniversary)
- GameCube (2002, Namco Museum ; 2005, Namco Museum 50th Anniversary)